# Dominik Windisch
Dominik Windisch (Bruneck, 6 november 1989) is een Italiaanse biatleet. Hij vertegenwoordigde zijn vaderland op de Olympische Winterspelen 2014 in Sotsji. Zijn broer Markus is eveneens biatleet.

## Carrière
Tijdens de wereldkampioenschappen biatlon 2011 in Chanty-Mansiejsk, tevens zijn wereldbekerdebuut, eindigde Windisch als 56e op de 20 kilometer individueel. In december 2011 scoorde de Italiaan in Östersund zijn eerste wereldbekerpunten. Op de wereldkampioenschappen biatlon 2012 in Ruhpolding eindigde hij als 68e op de 10 kilometer sprint, op de estafette eindigde hij samen met Christian De Lorenzi, Markus Windisch en Lukas Hofer op de vijfde plaats. In Nové Město na Moravě nam Windisch deel aan de wereldkampioenschappen biatlon 2013. Op dit toernooi was de achttiende plaats op de 10 kilometer sprint zijn beste individuele resultaat. Samen met Dorothea Wierer, Karin Oberhofer en Lukas Hofer eindigde hij als vierde op de gemengde estafette, op de estafette eindigde hij samen met Christian De Lorenzi, Christian Martinelli en Lukas Hofer op de zevende plaats. In maart 2013 behaalde de Italiaan in Sotsji zijn eerste toptienklassering in een wereldbekerwedstrijd. Tijdens de Olympische Winterspelen van 2014 in Sotsji eindigde hij als elfde op de 10 kilometer sprint, zijn beste individuele. Samen met Dorothea Wierer, Karin Oberhofer en Lukas Hofer veroverde hij de bronzen medaille op de gemengde estafette, op de estafette eindigde hij samen met Christian De Lorenzi, Markus Windisch en Lukas Hofer eindigde hij op de vijfde plaats.

## Resultaten

### Olympische Winterspelen
| Jaar | Plaats      | Onderdeel   | Onderdeel | Onderdeel     | Onderdeel  | Onderdeel | Onderdeel          |
| Jaar | Plaats      | Individueel | Sprint    | Achtervolging | Massastart | Estafette | Gemengde estafette |
| ---- | ----------- | ----------- | --------- | ------------- | ---------- | --------- | ------------------ |
| 2014 | Sotsji      | 64e         | 11e       | 25e           | 25e        | 5e        | ↑                  |
| 2018 | Pyeongchang | 50e         | ↑         | 16e           | 17e        | 12e       | ↑                  |

### Wereldkampioenschappen
| Jaar | Plaats            | Onderdeel   | Onderdeel | Onderdeel     | Onderdeel  | Onderdeel | Onderdeel          | Onderdeel                 |
| Jaar | Plaats            | Individueel | Sprint    | Achtervolging | Massastart | Estafette | Gemengde estafette | Single gemengde estafette |
| ---- | ----------------- | ----------- | --------- | ------------- | ---------- | --------- | ------------------ | ------------------------- |
| 2011 | Chanty-Mansiejsk  | 56e         | –         | –             | –          | –         | –                  |                           |
| 2012 | Ruhpolding        | –           | 68e       | –             | –          | 4e        | –                  |                           |
| 2013 | Nové Město        | 18e         | 57e       | 33e           | –          | 7e        | 4e                 |                           |
| 2015 | Kontiolahti       | 91e         | 23e       | 35e           | –          | 12e       | 7e                 |                           |
| 2016 | Oslo Holmenkollen | 60e         | 5e        | 28e           | 4e         | 11e       | 8e                 |                           |
| 2017 | Hochfilzen        | 21e         | 18e       | 25e           | 24e        | 5e        | 4e                 |                           |
| 2019 | Östersund         | 29e         | 27e       | 17e           | Goud       | 15e       | Brons              | –                         |
| 2020 | Antholz           | 75e         | 48e       | 51e           | 14e        | 7e        | Zilver             | –                         |

### Wereldkampioenschappen junioren
| Jaar | Plaats  | Onderdeel   | Onderdeel | Onderdeel     | Onderdeel |
| Jaar | Plaats  | Individueel | Sprint    | Achtervolging | Estafette |
| ---- | ------- | ----------- | --------- | ------------- | --------- |
| 2009 | Canmore | –           | 16e       | 31e           | 7e        |
| 2010 | Torsby  | 6e          | 23e       | 8e            | 10e       |

### Wereldbeker
Eindklasseringen
| Seizoen   | Algemeen | Individueel | Sprint | Achtervolging | Massastart |
| --------- | -------- | ----------- | ------ | ------------- | ---------- |
| 2011/2012 | 77e      | –           | 67e    | 86e           | –          |
| 2012/2013 | 39e      | 13e         | 30e    | 51e           | –          |
| 2013/2014 | 45e      | –           | 40e    | 45e           | –          |
| 2014/2015 | 39e      | 30e         | 45e    | 46e           | 41e        |
| 2015/2016 | 22e      | 50e         | 20e    | 37e           | 9e         |
| 2016/2017 | 14e      | 29e         | 13e    | 9e            | 18e        |
| 2017/2018 | 21e      | 46e         | 19e    | 26e           | 12e        |
| 2018/2019 | 17e      | 19e         | 23e    | 21e           | 16e        |
| 2019/2020 | 25e      | –           | 28e    | 23e           | 16e        |

Wereldbekerzeges
| Nr.         | Datum           | Plaats         | Onderdeel          |
| Individueel | Individueel     | Individueel    | Individueel        |
| ----------- | --------------- | -------------- | ------------------ |
| 1.          | 6 februari 2016 | Canmore        | 15 km massastart   |
| 2.          | 17 maart 2019   | Östersund (WK) | 15 km massastart   |
| Estafettes  |                 |                |                    |
| 1.          | 5 januari 2012  | Oberhof        | 4x7,5 km estafette |
| 2.          | 10 maart 2018   | Kontiolahti    | Gemengde estafette |